# پل گیبسون (بازیکن فوتبال)
پل گیبسون (انگلیسی: Paul Gibson؛ زادهٔ ۱ نوامبر ۱۹۷۶) بازیکن فوتبال اهل بریتانیا است.
از باشگاه‌هایی که در آن بازی کرده‌است می‌توان به باشگاه فوتبال منزفیلد تاون، باشگاه فوتبال هال سیتی، باشگاه فوتبال روچدیل، باشگاه فوتبال منچستر یونایتد، باشگاه فوتبال نورتویچ ویکتوریا، و باشگاه فوتبال نوتس کانتی اشاره کرد.